# Altair (csillag)
Az Altair egy csillag a Sas csillagképben. A csillagkép főcsillaga. Az éjszakai égbolton a tizenkettedik legfényesebb csillag.

## Leírása
Színképosztálya A7, felszíni hőmérséklete 7550 K. Tömege 1,7 naptömeg, átlagos átmérője 1,8 napátmérő (az egyenlítői átmérője 14 százalékkal nagyobb, mint a sarki átmérője). Forgási sebessége az egyenlítőjénél legalább 219 km/s (ez a Nap forgási sebességének 100-szorosa). Forgási periódusa 10 óra vagy kevesebb.
Távolsága 16,7 fényév, nyáron ez a legközelebbi, szabad szemmel látható csillag.
Sajátmozgása viszonylag nagy, 1° 5000 évenként.
Delta Scuti típusú, enyhe változócsillag.

## Története
Neve az arab at-Ta’ir-ból származik, jelentése: „a repülő”. Az arabok az Altairt és a Vegát úgy nevezték: an-Nasr at-Ta’ir és an-Nasr al-Waqi, vagyis „a repülő sas” és „a lecsapó sas” (az an-Nasr keselyűt is jelent).
Az Aquila latinul van, jelentése: „sas”.
A név eredete a babiloni és sumer időkre nyúlik vissza Paul Kunitzsch szerint.
R. H. Allen az 1900-as évek kezdetén azt írta, az Aquila „feltételezések szerint egy madár alakja, ami az Eufrátesznél talált kövön található (i.e. 1200 körül)”, továbbá egy táblán, aminek felirata: „a sas, az élő szem”.
A hindu csillagászati mondákban a „Visnu három lépése” néven ismert.

## Érdekesség
Az Altair közelében a nyári csillagképek második legfényesebb csillaga (az Arcturus után) a Vega, ami 14,8 fényév távolságra van tőle, látszó fényessége 0,03.

## Megjelenése a kultúrában
Az Altair körül elképzelt bolygók több jól ismert sci-fi történetben szerepelnek. Ezek közül legismertebb az 1950-es években készült Tiltott bolygó („Forbidden Planet”), melynek témája William Shakespeare: A vihar című darabján alapszik. Emellett az Aquarion EVOL, illetve a Steins;Gate 0 című japán animékben is felbukkan a Vegával együtt.
Altair a neve a Re:creators egyik karaktere, akit korábban Katonai Egyenruhás Hercegnőnek hivnak.